# Oceanisch kampioenschap voetbal 1973
De Oceania Nations Cup 1973 was de eerste editie van de OFC Nations Cup, toen als Oceania Cup van start gegaan, een voetbaltoernooi voor landen die aangesloten waren bij de OFC, de voetbalbond van Oceanië.
Alle wedstrijden werden in Auckland, Nieuw-Zeeland gespeeld.
De landen speelden in de groepsfase één keer tegen elkaar, de nummers één en twee speelden de finale, de nummers drie en vier de troostfinale om de derde plek.

## Deelnemende landen
| Land              | Aantal deelnames | Huidig aantal deelnames op rij | Vorige deelname |
| ----------------- | ---------------- | ------------------------------ | --------------- |
| Fiji              | 1ste             | 1                              | -               |
| Nieuw-Caledonië   | 1ste             | 1                              | -               |
| Nieuw-Zeeland (g) | 1ste             | 1                              | -               |
| Nieuwe Hebriden   | 1ste             | 1                              | -               |
| Tahiti            | 1ste             | 1                              | -               |

- (g) = gastland

## Stadion
| Auckland       | · Auckland |
| -------------- | ---------- |
| Newmarket Park | · Auckland |
|                | · Auckland |

## Verloop en uitslagen

### Groepsfase
| Land            | Wed | Win | Gel | Ver | DV | DT | +/− | Pnt |
| --------------- | --- | --- | --- | --- | -- | -- | --- | --- |
| Nieuw-Zeeland   | 4   | 3   | 1   | 0   | 11 | 4  | 7   | 7   |
| Tahiti          | 4   | 2   | 2   | 0   | 7  | 2  | 5   | 6   |
| Nieuw-Caledonië | 4   | 2   | 0   | 2   | 8  | 5  | 3   | 4   |
| Nieuwe Hebriden | 4   | 1   | 1   | 2   | 4  | 8  | −4  | 3   |
| Fiji            | 4   | 0   | 0   | 4   | 2  | 13 | −11 | 0   |

#### Wedstrijdresultaten
|                  |                               |                  |                 |                                                                      |
| 17 februari 1973 | Tahiti                        | 2 – 1            | Nieuw-Caledonië | Newmarket Park, Auckland, Nieuw-Zeeland Scheidsrechter: T. Delahunty |
| 17 februari 1973 | Erroll Bennett Alexis Tumahai | Wedstrijdverslag | Roger Mandin    | Newmarket Park, Auckland, Nieuw-Zeeland Scheidsrechter: T. Delahunty |

|                  |                                                               |                  |                |                                                                     |
| 17 februari 1973 | Nieuw-Zeeland                                                 | 5 – 1            | Fiji           | Newmarket Park, Auckland, Nieuw-Zeeland Scheidsrechter: A. Nakagawa |
| 17 februari 1973 | Brian Turner David Taylor Geoff Brand Malcolm Bland Alan Vest | Wedstrijdverslag | Terio Vakatawa | Newmarket Park, Auckland, Nieuw-Zeeland Scheidsrechter: A. Nakagawa |

|                  |                                       |                  |                 |                                                                     |
| 18 februari 1973 | Nieuw-Caledonië                       | 4 – 1            | Nieuwe Hebriden | Newmarket Park, Auckland, Nieuw-Zeeland Scheidsrechter: P. Tahuaitu |
| 18 februari 1973 | Jean Hmae Segin Wayewol Pierre Wacapo | Wedstrijdverslag | Michael Dupuy   | Newmarket Park, Auckland, Nieuw-Zeeland Scheidsrechter: P. Tahuaitu |

|                  |               |                  |                |                                                                  |
| 18 februari 1973 | Nieuw-Zeeland | 1 – 1            | Tahiti         | Newmarket Park, Auckland, Nieuw-Zeeland Scheidsrechter: P. Raman |
| 18 februari 1973 | Alan Vest     | Wedstrijdverslag | Erroll Bennett | Newmarket Park, Auckland, Nieuw-Zeeland Scheidsrechter: P. Raman |

|                  |                 |                  |      |                                                                    |
| 20 februari 1973 | Nieuw-Caledonië | 2 – 0            | Fiji | Newmarket Park, Auckland, Nieuw-Zeeland Scheidsrechter: B. Chaudet |
| 20 februari 1973 | Segin Wayewol   | Wedstrijdverslag |      | Newmarket Park, Auckland, Nieuw-Zeeland Scheidsrechter: B. Chaudet |

|                  |                  |       |                 |                                                                                     |
| 20 februari 1973 | Tahiti           | 0 – 0 | Nieuwe Hebriden | Newmarket Park, Auckland, Nieuw-Zeeland Scheidsrechter: Nieuw-Caledonië A. Nakagawa |
| 20 februari 1973 | Wedstrijdverslag |       |                 | Newmarket Park, Auckland, Nieuw-Zeeland Scheidsrechter: Nieuw-Caledonië A. Nakagawa |

|                  |                            |                  |                   |                                                                      |
| 21 februari 1973 | Nieuwe Hebriden            | 2 – 1            | Fiji              | Newmarket Park, Auckland, Nieuw-Zeeland Scheidsrechter: T. Delahunty |
| 21 februari 1973 | Alick Saurei Jacky Valette | Wedstrijdverslag | Josateki Kurivitu | Newmarket Park, Auckland, Nieuw-Zeeland Scheidsrechter: T. Delahunty |

|                  |                            |                  |                 |                                                                    |
| 21 februari 1973 | Nieuw-Zeeland              | 2 – 1            | Nieuw-Caledonië | Newmarket Park, Auckland, Nieuw-Zeeland Scheidsrechter: B. Chaudet |
| 21 februari 1973 | Alan Marley Colin Latimour | Wedstrijdverslag | Jean Xowie      | Newmarket Park, Auckland, Nieuw-Zeeland Scheidsrechter: B. Chaudet |

|                  |                                                                  |                  |      |                                                                     |
| 23 februari 1973 | Tahiti                                                           | 4 – 0            | Fiji | Newmarket Park, Auckland, Nieuw-Zeeland Scheidsrechter: A. Nakagawa |
| 23 februari 1973 | Claude Carrara Harold Ng Fok Gilles Malinowski Roland de Marigny | Wedstrijdverslag |      | Newmarket Park, Auckland, Nieuw-Zeeland Scheidsrechter: A. Nakagawa |

|                  |                                         |                  |                 |                                                                     |
| 23 februari 1973 | Nieuw-Zeeland                           | 3 – 1            | Nieuwe Hebriden | Newmarket Park, Auckland, Nieuw-Zeeland Scheidsrechter: P. Tahuaitu |
| 23 februari 1973 | Malcolm Bland Brian Hardman Alan Marley | Wedstrijdverslag | Raymond Valette | Newmarket Park, Auckland, Nieuw-Zeeland Scheidsrechter: P. Tahuaitu |

### Troostfinale
|                  |                          |                  |                 |                                                                     |
| 24 februari 1973 | Nieuw-Caledonië          | 2 – 1            | Nieuwe Hebriden | Newmarket Park, Auckland, Nieuw-Zeeland Scheidsrechter: P. Tahuaitu |
| 24 februari 1973 | Gerald Delmas Jean Xowie | Wedstrijdverslag | Charles Galinie | Newmarket Park, Auckland, Nieuw-Zeeland Scheidsrechter: P. Tahuaitu |

### Finale
|                  |                          |                  |        |                                                                    |
| 24 februari 1973 | Nieuw-Zeeland            | 2 – 0            | Tahiti | Newmarket Park, Auckland, Nieuw-Zeeland Scheidsrechter: B. Chaudet |
| 24 februari 1973 | David Taylor Alan Marley | Wedstrijdverslag |        | Newmarket Park, Auckland, Nieuw-Zeeland Scheidsrechter: B. Chaudet |

| 1973 OFC Nations Cup     |
| ------------------------ |
|                          |
| NIEUW-ZEELAND (1e titel) |

## Doelpuntenmakers
3 doelpunten
- Segin Wayewol
- Alan Marley
- Erroll Bennett

2 doelpunten
- Jean Hmae
- Jean Xowie
- Malcolm Bland
- David Taylor
- Alan Vest

1 doelpunt
- Josateki Kurivitu
- Terio Vakatawa
- Gerald Delmas
- Roger Mandin
- Pierre Wacapo
- Geoff Brand
- Brian Hardman
- Colin Latimour
- Brian Turner
- Claude Carrara
- Harold Ng Fok
- Gilles Malinowski
- Roland de Marigny
- Alexis Tumahai
- Charles Galinie
- Alick Saurei
- Jacky Valette
- Raymond Valette

1973 · 1980 · 1996 · 1998 · 2000 · 2002 · 2004 · 2008 · 2012 · 2016 · 2020 · 2024